# Geno Washington
Geno Washington (dezembro de 1943, Evansville, Indiana) é um cantor de R&B norte-americano.
Entre 1966 e 1969 gravou 5 álbuns como membro do grupo The Ram Jam Band. Desde o início de 1976, já lançou oito álbuns em carreira solo. Durante uma festa de aniversário em Manchester, Inglaterra, Geno  aconselhou Ian Brown a se tornar um cantor. Ian então fundou a lendária banda britânica The Stone Roses.
A banda Dexys Midnight Runners o dedicou uma canção, "Geno".

## Discografia[4]

### Álbums
- Geno's Back - DJM DJF 20457 - 1976
- Geno Live - DJM DJF 20486 - 1976
- That's Why Hollywood Loves Me - DJM DJF 20561 - 1979
- Put Out the Cat - Teldec AP 624665 - 1981
- Live Sideways - Ammunition GENO LP1 - 1986
- Take That Job and Stuff It - Konnexion KOMO 788027 - 1987

### 7" Singles
- "Alison Please" / "Each and Every Part of Me", PYE 7N 45019 - 1971
- "Feeling So Good (Skooby Doo)" / "My Little Chickadee" - PYE 7N 45085 - 1971
- "Dirty Dirty" / "Give 'Em a Hand" - PYE 7N 45121
- "End of the World" / "Tell Me Tell Me Please" - DJM DJS 10365 - 1975
- "Hold On Momma" / "Help I'm In Love Again" - DJM DJS 10392 - 1975
- "Love Me Love Me" / "Hold On" - DJM DJS 10642 - 1976
- "Oh Pretty Woman" / "B.S.E. Love - DJM DJS 10669 - 1976
- "Your Love Keeps on Haunting Me" / "La La La" - DJM DJS 10712 - 1976
- "Soothe Me" / "My Kind of Love" - DJM DJS 10761 - 1977
- "Boogie Queen" / "Why Did You Go Away?" - DJM DJS 10803 - 1977
- "Proud Mary" / "Stir It Up" - DJM DJS 10825 - 1978
- "My Money Your Money" / "Get Some Bad Tonight" - DJM DJS 10919 - 1979
- "Baby Come Back" / "Caught in the Middle" - DJM DJS 10926 - 1979
- "Michael" / "Accept My Invitation" - Soul Supply 7SS101 - 1984
- "Rock the Car" / "Catch Me" - Mil MILS 1 - 1988
- "Jingle Bells" / "Rock the Car" G Kap GKA 001 - 1988

### 12" Singles
- "Baby Come Back" / "Caught in the Middle" - DJM DJR 10926 - 1979
- "My Money Your Money" / "Get Some Bad Tonight" - DJR 18005 - 1979
- "Michael" / "Accept My Invitation" / "Emergency 999" - Soul Supply 12SS101 - 1984
- "Rock the Car" / "Catch Me" - Mil MILST 1 - 1988 [5]

### CD Single
- "The Blues Walks With Me" / "Wake Me When the Morning Comes" - Thunderbird CSA 007 - 1998

### CD Album
- Change Your Thoughts You Change Your Life (With the Purple Aces) - thunderbird CSA 114 - 1998 [5]